# Municipio de Janesville (Kansas)
El municipio de Janesville (en inglés, Janesville Township) es un municipio del condado de Greenwood, Kansas, Estados Unidos. Tiene una población estimada, a mediados de 2022, de 346 habitantes.

## Geografía
Está ubicado en las coordenadas 37°59′17″N 96°13′32″O / 37.98806, -96.22556. Según la Oficina del Censo de los Estados Unidos, tiene una superficie total de 373.04 km², de la cual 371.84 km² corresponden a tierra firme y 1.20 km² están cubiertos de agua.

## Demografía
Según el censo de 2020, en ese momento había 333 personas residiendo en la zona. La densidad de población era de 0.9 hab./km². El 94.0 % de los habitantes eran blancos, el 0.6 % eran afroamericanos, el 0.3 % era amerindio, el 0.6 % eran de otras razas y el 4.5 % eran de una mezcla de razas. Del total de la población, el 1.80 % eran hispanos o latinos de cualquier raza.